# 小西さくら通り商店街

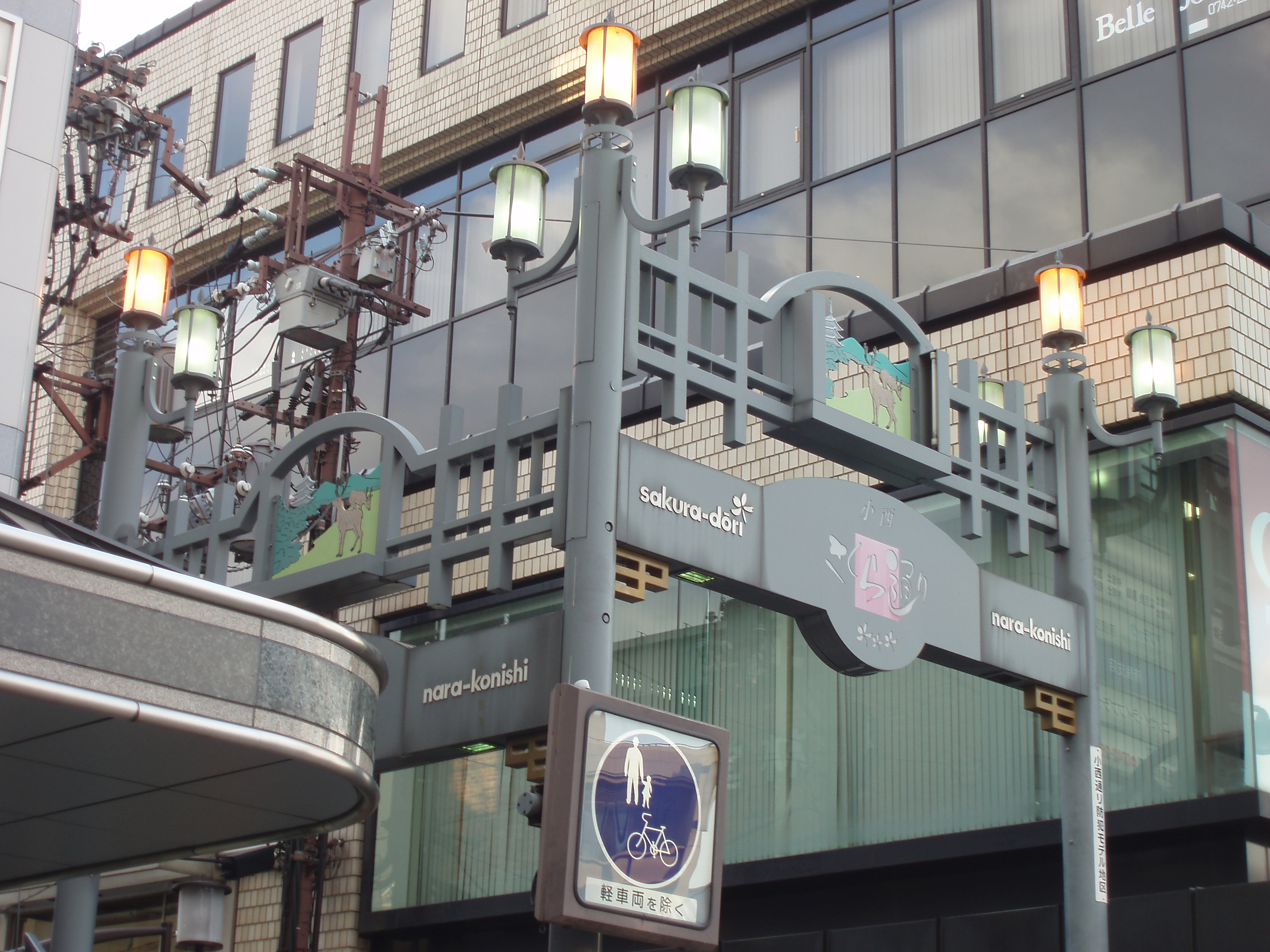
小西さくら通り商店街

小西さくら通り商店街 （こにしさくらどおりしょうてんがい）は、奈良県奈良市にある商店街。近鉄奈良駅ビル西口から三条通りまでを東向商店街と並行して南北に結ぶメインの通りと、そこから東向通りを結ぶわき道から構成される。

## 概要
並行する東向商店街同様、奈良市旧市街で最も人通りの多い商店街の一つである。また、北端には近鉄奈良駅のバスターミナルもあり、常時にぎわう。
東向商店街が土産物屋や老舗を中心とする観光客向けの一面を見せるのに対し、小西通りは地元市民向けの食品、生活用品、衣料品を売る商店街として発展してきた。また、現在当商店街の核施設となっている奈良ビブレがニチイ奈良店跡に開業すると、地元市民向けの商店に混じって若者向けファッションビルも目立つようになった。昔ながらの商店と垢抜けたファッションビルが混在することもこの商店街の魅力の一つになっている。
なお、1942年より、当商店街南側の三条通り沿いには、映画館「奈良ニュース映画館」が存在し、近年まで後継となるシネマコンプレックス「シネマデプト友楽」として存続していた。しかしながら、競合館が相次いで進出したことや運営会社社長の体調不良などが重なり、2010年1月31日に閉館した。

## 歴史
当初は小西通り商店街という名称だった。小西は奈良市小西町に由来し、その小西町は「興福寺の少し西」から来ているという言い伝えがあることから、東向同様、奈良の町衆の間の興福寺の存在の大きさを知ることができる。
元来は閑静な住宅街であったが、大軌奈良駅が開業すると自然発生的に商店街が構成された。しかし、駅の裏通りに面していることから人通りの少ない商店街であったが、1968年に「ニチイ」「いそかわ」が出店、1969年に近畿日本奈良駅が地下化すると、交通の利便性から客足が増加し、1990年には「小西通商店街振興組合」が設立された。さらに、1992年6月から総工費約2億500万円をかけて改装工事が行われ、自然石が使われたカラー鋪道の整備、アーチのリニューアル、街路灯28基の設置などが行われ、同年12月6日に記念式典を開催。また、同年に行われた名前の公募で多かった「さくら」から「小西さくら通り商店街」と改称した。

## 店舗・施設
- 近鉄奈良駅
- デイリーヤマザキ
- 三菱UFJ銀行奈良支店
- 三菱UFJ信託銀行奈良支店
- パケット奈良店
- な・ら・ら
- 奈良ビブレ（ファッションビル・2013年1月20日閉店）
  - タリーズコーヒー
- AXE UNIT（ファッションビル）
- コトモール（ファッションビル）
  - ドトールコーヒー
  - 無印良品（2013年2月28日閉店）
- アニメイト奈良店
- 南都銀行本店
- 三井住友銀行奈良支店
- シネマデプト友楽